# Conus carinatus
Espèce
Conus carinatus est une espèce de mollusques gastéropodes marins de la famille des Conidae.
Comme toutes les espèces du genre Conus, ces escargots sont prédateurs et venimeux. Ils sont capables de « piquer » les humains et doivent donc être manipulés avec précaution, voire pas du tout.

## Taxonomie

### Publication originale
L'espèce Conus carinatus a été décrite pour la première fois en 1822 par le biologiste britannique William Swainson (1789-1855),.